# Pteranodon
Pteranodon (zahnloser Flügel aus altgr.: πτερόν, πτεροῦ (Flügel) + ἀν (Negation) + ὀδών (ὀδούς/-ών, ὀδόντος - Zahn) - ohne Zahn) war ein großer Kurzschwanzflugsaurier (Pterodactyloidea). Seine fossilen Überreste, insgesamt über 1000 Funde, fand man in Kansas, Alabama, Nebraska, Wyoming und South Dakota in Ablagerungen aus der Kreide. Zu dieser Zeit zog sich ein großes Flachmeer, der Western Interior Seaway von Nord nach Süd quer durch Nordamerika. Zusammen mit Pteranodon fand man Fossilien von Seeschildkröten, Mosasauriern und frühen Vögeln.
Wie viele Flugsaurier ernährte er sich von Fischen. Im fossilisierten Mageninhalt eines Pteranodons sind Gräten gefunden worden. Wegen ihrer Größe werden sie oft mit den Albatrossen verglichen und man nimmt an, dass sie wie diese die Seewinde zum Gleitflug benutzten.

## Merkmale

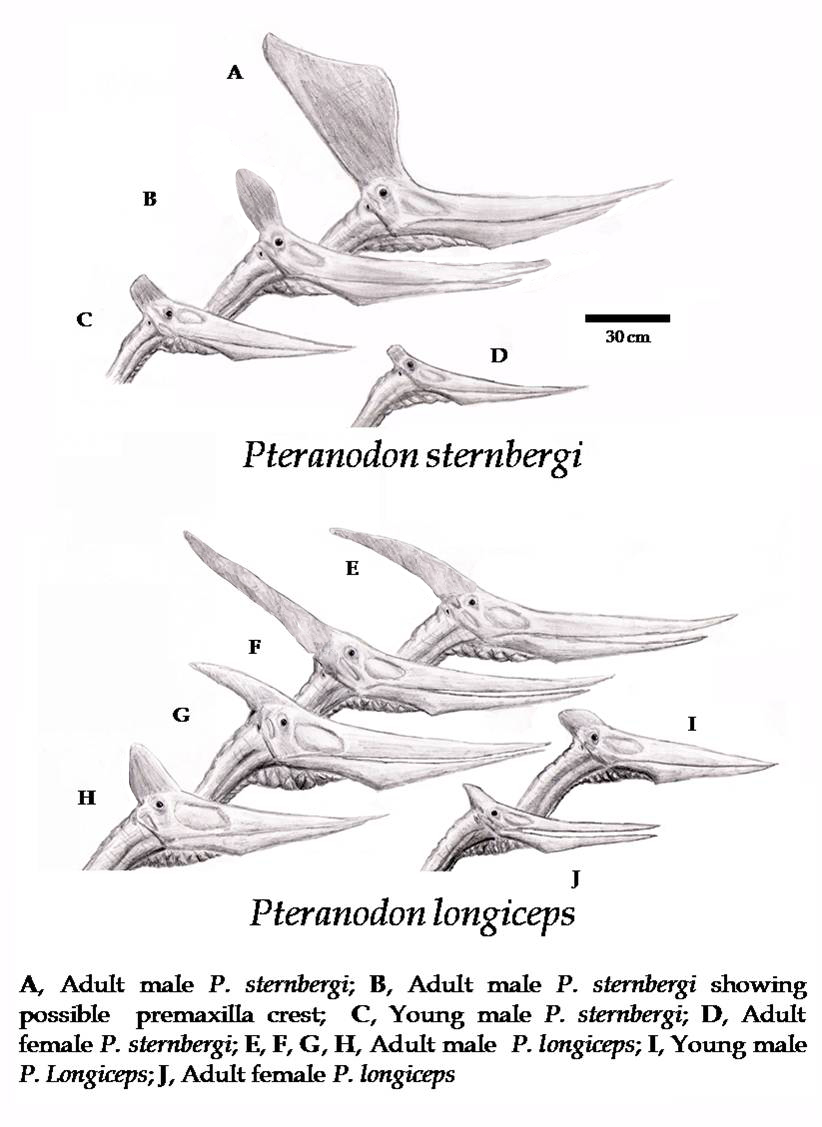
P. ingens und P. sternbergi. Oben Männchen verschiedenen Alters, unten Weibchen

Die Tiere erreichten eine Flügelspannweite von sieben Metern, beim größten Vertreter Pteranodon sternbergi waren es sogar neun Meter. Nur einige Flugsaurier aus der Gruppe der Azhdarchidae, wie Quetzalcoatlus und Hatzegopteryx waren noch größer. Anders als frühere Flugsaurier wie Rhamphorhynchus und Pterodactylus hatte Pteranodon – wie moderne Vögel – einen zahnlosen Schnabel, dessen oberer Teil aus den verschmolzenen Prämaxillaren und Maxillaren gebildet wurde. Die beiden Unterkieferäste waren in einer langen Symphyse zusammengewachsen, der Unterkiefer trug auf der Unterseite einen Kiel. Das Infratemporalfenster (unteres Schädelfenster der Schläfenregion) war klein und schlitzförmig, die Augenöffnungen klein und lagen hoch am Schädel.

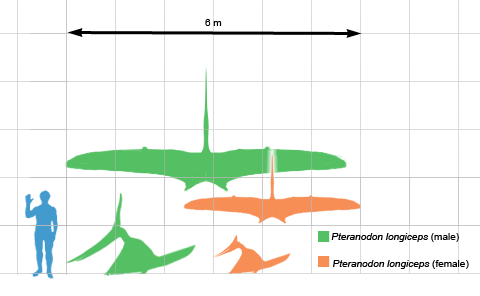
Größenvergleich

 Viele Exemplare von Pteranodon hatten einen langen Hinterhauptkamm. Es ist viel darüber spekuliert worden, wozu er dienen konnte. Unter anderem wurde vorgeschlagen, dass er als Gegengewicht zum Schnabel fungierte und wichtig für die Flugstabilität beim Fischfang war, oder dass er dem Ansatz mächtiger Kiefermuskeln oder der Kommunikation mit Artgenossen diente. Christopher Bennett nimmt an, dass es ein Geschlechtsmerkmal war und die Tiere mit größeren Kämmen die Männchen waren.
Die Halswirbelsäule war relativ kurz, aber stark. Die Wirbel waren – wie alle Knochen des Tieres – dünnwandig, pneumatisiert und hatten über seitliche Luftlöcher Verbindung zur Lunge. Die ersten acht Rückenwirbel waren zu einem Knochenstab (Notarium) verwachsen. Deren Rippen waren durch Längsleisten verbunden und mit den Querfortsätzen verschmolzen. Die zehn Kreuzbeinwirbel bildeten mit ihren Dornfortsätzen eine niedrige Platte.

## Systematik

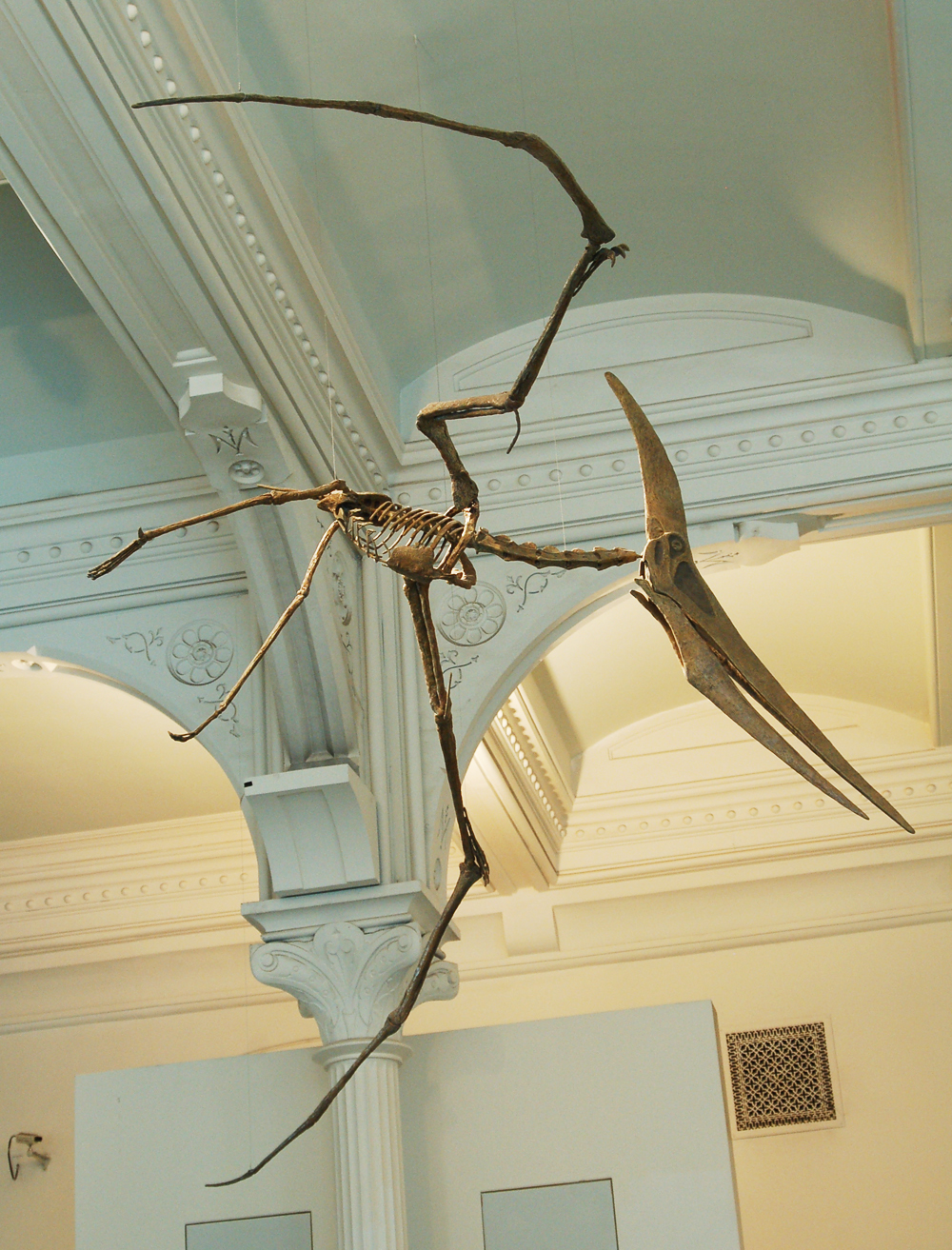
Skelett eines Pteranodon im American Museum of Natural History, New York

Pteranodon ist die Typusgattung der Familie Pteranodontidae, zu der außerdem nur noch die nur durch wenige Knochenfragmente bekannte Gattung Ornithostoma gehört. Eine weitere Form ist der im Jahr 2018 aus dem Ouled-Abdoun-Becken in Marokko beschriebene Tethydraco. Einige Wissenschaftler zählen auch den ebenfalls zahnlosen Nyctosaurus zu den Pteranodontidae. Zusammen mit den stark bezahnten Ornithocheiridae, ebenfalls Segelflieger, die über die Meere glitten und sich von Fisch ernährten, und dem möglicherweise aasfressenden Istiodactylus bilden die Pteranodontidae die Überfamilie Ornithocheiroidea, eine der vier großen Evolutionslinien der Kurzschwanzflugsaurier.

## Arten
- Pteranodon longiceps
- Pteranodon ingens
- Pteranodon sternbergi